# 다크 하우스 (2009년 영화)
《다크 하우스》(Dark House)는 미국에서 제작된 대린 스콧 감독의 2009년 공포, 스릴러 영화이다. 제프리 콤스 등이 주연으로 출연하였고 닉 앨런 등이 제작에 참여하였다.

## 출연진

### 주연
- 제프리 콤스
- 메건 오리

### 조연
- 다이앤 샐린저
- 맷 코언
- 셸리 콜
- 베빈 프린스
- 에린 커밍스
- 스콧 화이트
- 마이클 코폰
- 테럴 틸퍼드
- 헤일리 풀로스
- 개릿 라이언
- 리처드 차베스

## 기타 제작진
- 공동 제작: 켄 슈웽커
- 조감독: 브라이언 보들리
- 조감독: 잭 엘리엇
- 조감독: 트래비스 허프
- 조감독: 에드 폴가디
- 미술: 수전 제니토
- 세트: 시네이드 클랜시
- 의상: 글렌다 매덕스
- 분장 부문: 메건 아퍼드
- 분장 부문: 캐서린 브로더릭
- 분장 부문: 섀넌 돌리슨
- 분장 부문: 로런 언스도프
- 분장 부문: 케빈 커크패트릭
- 분장 부문: 오토 말로 3세
- 배역: 아이비 아이젠버그
- 프로덕션 매니저: 케리 A. 캠벨